# Jacques Sauval
Jacques R. Sauval ist ein ehemaliger uruguayischer Tennisspieler. 
Jacques Sauval trat mit dem uruguayischen Team bei der Copa Mitre 1940 sowohl im Einzel als auch im Doppel an der Seite von Carlos Rymer bzw. Volker Stapff an. In der ersten Runde schlug Uruguay die paraguayische Mannschaft 4:1. Im Halbfinale unterlagen die Uruguayer den Chilenen mit 0:5. Sauval erreichte bei den Internationalen Uruguayischen Meisterschaften 1945 im Estadio Millington Drake in Carrasco im Einzel das Viertelfinale und unterlag dort dem späteren Turniersieger Heraldo Weiss aus Argentinien in zwei Sätzen mit 6:1 und 6:2. 1950 war er wiederum Mitglied des uruguayischen Tennisteams, das bei der Copa Mitre jenes Jahres im Halbfinale mit 2:3 an Argentinien scheiterte. Dabei wurde er jedoch lediglich im Doppel mit Partner Oscar Lizarralde eingesetzt. Er gehörte überdies dem uruguayischen Aufgebot bei den Panamerikanischen Spielen 1951 in Buenos Aires an.